# 陳紹堂
陳紹堂（1897年—1944年5月21日），四川省鄰水縣人，抗戰期間在河南陝縣秦家坡遭日軍伏擊，與李家鈺一起殉國。是抗戰時期陣亡的國軍高級將領。

## 生平
- 早年入川軍李家鈺部，隨其參加歷次四川內戰，遞升排長、連長、營長、團長。
- 民國十四年（1925年）7月15日至8月13日，四川省夾江縣知事（駐防團長兼）[1]。
- 民國二十年（1931年）4月升任第47軍104師3旅少將旅長。
- 新編第六師（師長李家鈺）獨立旅旅長[2]。
- 民國二十三年（1934年）參加剿共，任四川剿匪第三路軍（四川邊防軍）李家鈺部第四混成旅旅長[3]。
- 民國二十四年（1935年），四川邊防軍一〇四師(師長李家鈺)第三旅駐防清溪縣大樹堡。 旅長陳紹堂帶領官兵為當地群眾修築一條「兵工堰」，灌溉農田[4]。
- 民國二十四年（1935年）入峨嵋軍官訓練團受訓。
- 民國二十五年（1936年）2月27日，國民政府任為陸軍少將[5][6]。
- 抗日戰爭時期，隨第四十七軍出川抗戰，先後參加太原會戰、中條山戰役等重要戰役。曾任第47軍104師310旅旅長、第三十六集團軍少將步兵指揮官等職。
- 民國三十三年（1944年）參加豫湘桂戰役，同年5月21日，在河南陝縣秦家坡遭日軍伏擊，與李家鈺一起殉國[7]。